# Universale Economica Feltrinelli dal 301 al 400

## Dal n. 301 al n. 400
- I 100 precedenti: Universale Economica Feltrinelli dal 201 al 300

| Universale Economica Feltrinelli |                                 | |                                          |
|                                  |                                 | |                                          |
|                                  | Sezione                         | Titolo                                                                                                 | Autore                                   |
| 301                              | Scrittori d'oggi                | Il soldato                                                                                             | Carlo Cassola                            |
| 302                              | Teatro                          | L'impiccato di domani                                                                                  | Brendan Behan                            |
| 303                              | Teatro                          | L'ostaggio                                                                                             | Brendan Behan                            |
| 304                              | Saggi                           | Il melodramma di Verdi                                                                                 | Massimo Mila                             |
| 305                              | Scrittori d'oggi                | La tradotta del Brennero, parte I                                                                      | Ruggero Zangrandi                        |
| 306                              | Scrittori d'oggi                | La tradotta del Brennero, parte II                                                                     | Ruggero Zangrandi                        |
| 307                              | Memoria                         | Giochi olimpici 1960                                                                                   | Harold Abrahams (a cura di)              |
| 308                              | Memoria                         | Diario di Hiroshima: 6 agosto-30 settembre 1945                                                        | Michihiko Hachiya                        |
| 309                              | Memoria                         | Samatari: la spedizione shiriana                                                                       | Alfonso Vinci                            |
| 310                              | Narrativa                       | La nebulosa di Andromeda, parte I                                                                      | Ivan Antonovič Efremov                   |
| 311                              | Narrativa                       | La nebulosa di Andromeda, parte II                                                                     | Ivan Antonovič Efremov                   |
| 312                              | Saggi                           | Pensaci uomo!                                                                                          | Piero Caleffi e Albe Steiner (a cura di) |
| 313                              | Poesia                          | Poesia russa del Novecento, vol. I                                                                     | Angelo Maria Ripellino (a cura di)       |
| 314                              | Poesia                          | Poesia russa del Novecento, vol. II                                                                    | Angelo Maria Ripellino (a cura di)       |
| 315                              | Saggi                           | Il sangue: fisiologia e patologia                                                                      | Marcel Bessis                            |
| 316                              | Narrativa                       | Il buon soldato                                                                                        | Ford Madox Ford                          |
| 317                              | Narrativa                       | La casa del popolo, prefazione di Albert Camus                                                         | Louis Guilloux                           |
| 318                              | Saggi                           | Il dio invitto                                                                                         | Franz Altheim                            |
| 319                              | Scrittori d'oggi                | Segnati a dito                                                                                         | Uberto Paolo Quintavalle                 |
| 320                              | Biblioteca di classici italiani | Il Principe, parte I, a cura di Sergio Bertelli, introduzione di Giuliano Procacci                     | Niccolò Machiavelli                      |
| 321                              | Biblioteca di classici italiani | Il Principe, parte II e Discorsi sopra la prima deca di Tito Livio                                     | Niccolò Machiavelli                      |
| 322                              | Biblioteca di classici italiani | Confessioni di un italiano, vol. I, a cura di Elena Spagnol Vaccari, introduzione di Goffredo Bellonci | Ippolito Nievo                           |
| 323                              | Biblioteca di classici italiani | Confessioni di un italiano, vol. II                                                                    | Ippolito Nievo                           |
| 324                              | Narrativa                       | L'uomo dell'amore                                                                                      | Gwyn Thomas                              |
| 325                              | Saggi                           | Nutrire il mondo: problemi e prospettive di economia dell'alimentazione                                | Fritz Baade                              |
| 326                              | Narrativa                       | La nuvola nera                                                                                         | Fred Hoyle                               |
| 327                              | Saggi                           | Linguaggio, verità e logica, a cura di Giannantonio De Toni                                            | Alfred Jules Ayer                        |
| 328                              | Saggi                           | Le antiche civiltà semitiche                                                                           | Sabatino Moscati                         |
| 329                              | Memoria                         | La fortezza: diario di Anzio e dopo                                                                    | Raleigh Trevelyan                        |
| 330                              | Saggi                           | Gli Algerini in guerra                                                                                 | Dominique Darbois e Philippe Vigneau     |
| 331                              | Scrittori d'oggi                | Notturno d'albergo                                                                                     | Giuseppe Cassieri                        |
| 332                              | Scrittori d'oggi                | L'estate della menzogna                                                                                | Beatrice Solinas Donghi                  |
| 333                              | Narrativa                       | Il bevitore di vino di palma                                                                           | Amos Tutuola                             |
| 334                              | Narrativa                       | L'Aleph                                                                                                | Jorge Luis Borges                        |
| 335                              | Scrittori d'oggi                | Il violino della quinta armata                                                                         | Gino De Sanctis                          |
| 336                              | Saggi                           | Le molecole giganti                                                                                    | Harry Melville                           |
| 337                              | Scrittori d'oggi                | Una lunga rabbia                                                                                       | Carlo Castellaneta                       |
| 338                              | Narrativa                       | La voce delle onde                                                                                     | Yukio Mishima                            |
| 339                              | Scrittori d'oggi                | Favole paraboliche                                                                                     | Mario Socrate                            |
| 340                              | Saggi                           | La pubblicità, a cura di Orio Peduzzi                                                                  | Walter Taplin                            |
| 341                              | Narrativa                       | Racconti, trad. di Giorgio Zampa                                                                       | Franz Kafka                              |
| 342                              | Narrativa                       | Confessioni di un peccatore, prefazione di André Gide                                                  | James Hogg                               |
| 343                              | Memoria                         | Guerra d'Albania                                                                                       | Gian Carlo Fusco                         |
| 344                              | Biblioteca di classici italiani | Gerusalemme liberata, vol. I, a cura di Anna Maria Carini, introduzione di Bortolo Tommaso Sozzi       | Torquato Tasso                           |
| 345                              | Biblioteca di classici italiani | Gerusalemme liberata, vol. II                                                                          | Torquato Tasso                           |
| 346                              | Narrativa                       | Amore fra i cannibali                                                                                  | Wright Morris                            |
| 347                              | Narrativa                       | Cher papa                                                                                              | Frederick Kohner                         |
| 348                              | Cinema                          | Film 1961                                                                                              | Vittorio Spinazzola (a cura di)          |
| 349                              | Scrittori d'oggi                | La città calda                                                                                         | Giulio Petroni                           |
| 350                              | Scrittori d'oggi                | La reputazione                                                                                         | Alberto Vigevani                         |
| 351                              | Biblioteca di classici italiani | Lettere, vol. I a cura di Franco Gaeta                                                                 | Niccolò Machiavelli                      |
| 352                              | Biblioteca di classici italiani | Lettere, vol. II                                                                                       | Niccolò Machiavelli                      |
| 353                              | Narrativa                       | Furia e amore                                                                                          | Kamala Markandaya                        |
| 354                              | Biblioteca di classici italiani | Ricordanze della mia vita, parte I, a cura di Mario Themelly                                           | Luigi Settembrini                        |
| 355                              | Biblioteca di classici italiani | Ricordanze della mia vita, parte II, e Scritti autobiografici                                          | Luigi Settembrini                        |
| 356                              | Saggi                           | Ultime tendenze nell'arte d'oggi                                                                       | Gillo Dorfles                            |
| 357                              | Biblioteca di classici italiani | Arte della guerra e scritti politici minori, vol. I, a cura di Sergio Bertelli                         | Niccolò Machiavelli                      |
| 358                              | Biblioteca di classici italiani | Arte della guerra e scritti politici minori, vol. II                                                   | Niccolò Machiavelli                      |
| 359                              | Memoria                         | "Mein Kampf": documenti su Hitler e il Terzo Reich dal film di Erwin Leiser                            |                                          |
| 360                              | Narrativa                       | Liberi e prigionieri, parte I                                                                          | Joyce Cary                               |
| 361                              | Narrativa                       | Liberi e prigionieri, parte II                                                                         | Joyce Cary                               |
| 362                              | Saggi                           | Prima di Cristo: la scoperta dei rotoli del Mar Morto                                                  | Millar Burrows                           |
| 363                              | Saggi                           | Breve storia della psicoterapia                                                                        | Nigel Walker                             |
| 364                              | Varia                           | Vivere in due (caricature), con uno scritto di Giuseppe Longo                                          | Riccardo Manzi                           |
| 365                              | Narrativa                       | Partecipazione agli utili, parte I                                                                     | Joseph Jay Deiss                         |
| 366                              | Narrativa                       | Partecipazione agli utili, parte II                                                                    | Joseph Jay Deiss                         |
| 367                              | Saggi                           | Scienze umane e filosofia                                                                              | Lucien Goldmann                          |
| 368                              | Narrativa                       | La trilogia di Martha Quest, vol. I                                                                    | Doris Lessing                            |
| 369                              | Narrativa                       | La trilogia di Martha Quest, vol. II                                                                   | Doris Lessing                            |
| 370                              | Saggi                           | I Vichinghi d'Oriente: le migrazioni dei Polinesiani                                                   | Peter Henry Buck ossia Te Rangi Hīroa    |
| 371                              | Narrativa                       | Il buon soldato Sc'vèik, parte I                                                                       | Jaroslav Hašek                           |
| 372                              | Teatro                          | Idea di un teatro                                                                                      | Francis Fergusson                        |
| 373                              | Narrativa                       | Per vivere qui                                                                                         | Juan Goytisolo                           |
| 374                              | Saggi                           | Gli uomini della preistoria: l'arte, la tecnica, le cacce, la vita quotidiana nell'età della renna     | André Leroi-Gourhan                      |
| 375                              | Biblioteca di classici italiani | Commedie del Cinquecento, vol. I                                                                       | Nino Borsellino (a cura di)              |
| 376                              | Biblioteca di classici italiani | Commedie del Cinquecento, vol. II                                                                      | Nino Borsellino (a cura di)              |
| 377                              | Narrativa                       | Whisky e gloria                                                                                        | James Kennaway                           |
| 378                              | Saggi                           | Fecondazione artificiale e naturale della donna                                                        | Georges Valensin                         |
| 379                              | Biblioteca di classici italiani | La città del sole e Scelta d'alcune poesie filosofiche, a cura di Adriano Seroni                       | Tommaso Campanella                       |
| 380                              | Scrittori d'oggi                | Quelli dalle labbra bianche                                                                            | Francesco Masala                         |
| 381                              | Scrittori d'oggi                | Pamela o la bella estate                                                                               | Fausta Cialente                          |
| 382                              | Narrativa                       | Il gallo rosso vola verso il cielo                                                                     | Miodrag Bulatović                        |
| 383                              | Saggi                           | Storia dell'Africa nera                                                                                | Katharine Savage                         |
| 384                              | Biblioteca di classici italiani | Opere, vol. I, a cura di Nunzio Sabbatucci                                                             | Giuseppe Giusti                          |
| 385                              | Biblioteca di classici italiani | Opere, vol. II                                                                                         | Giuseppe Giusti                          |
| 386                              | Scrittori d'oggi                | Il Brianza e altri racconti                                                                            | Giovanni Testori                         |
| 387                              | Cinema                          | Film 1962                                                                                              | Vittorio Spinazzola (a cura di)          |
| 388                              | Narrativa                       | Il campione                                                                                            | David Storey                             |
| 389                              | Saggi                           | Storia del liberalismo europeo, vol. I, prefazione di Eugenio Garin                                    | Guido De Ruggiero                        |
| 390                              | Saggi                           | Storia del liberalismo europeo, vol. II                                                                | Guido De Ruggiero                        |
| 391                              | Saggi                           | Psiche e condizionamento: problemi di psichiatria neurodinamica, parte I                               | Ugo Marzuoli                             |
| 392                              | Saggi                           | Psiche e condizionamento: problemi di psichiatria neurodinamica, parte II                              | Ugo Marzuoli                             |
| 393                              | Documenti                       | Fascismo e antifascismo: lezioni e testimonianze, vol. I: 1918-1936                                    |                                          |
| 394                              | Documenti                       | Fascismo e antifascismo: lezioni e testimonianze, vol. II: 1936-1948                                   |                                          |
| 395                              | Scrittori d'oggi                | Cinquecento quintali di sale                                                                           | Renzo Zorzi                              |
| 396                              | Saggi                           | L'origine fotochimica della vita                                                                       | Alexander Dauvillier                     |
| 397                              | Biblioteca di classici italiani | Istorie fiorentine, vol. I, a cura di Franco Gaeta                                                     | Niccolò Machiavelli                      |
| 398                              | Biblioteca di classici italiani | Istorie fiorentine, vol. II                                                                            | Niccolò Machiavelli                      |
| 399                              | Narrativa                       | La madre dei re                                                                                        | Kazimierz Brandys                        |
| 400                              | Saggi                           | Il pensiero artificiale: introduzione alla cibernetica                                                 | Pierre de Latil                          |

- I 100 successivi: Universale Economica Feltrinelli dal 401 al 500